# Bus à haut niveau de service de Brest
Le bus à haut niveau de service de Brest est un projet de ligne reliant la gare de Brest au quartier de Lambézellec dont la mise en service est prévue pour 2026.

## Histoire
L'idée de créer une ligne D entre la gare et Lambézellec remonte à novembre 2018, quand François Cuillandre confirme le tracé de la ligne B ainsi qu'un bus à haut niveau de service (BHNS) sur cet axe, jugé complexe pour un tramway en termes d'intégration,,. La concertation de la ligne D, commune avec celle de la ligne B, portera aussi sur le tracé jusqu'à Lambézellec.
Le coût global de construction de la seconde ligne de tramway et du BHNS de 4,8 km de long jusqu'à Lambézellec, ainsi que des parcs relais, est estimé à 180 millions d'euros hors taxes, dont 125 pour le seul tramway.
La concertation publique menée durant l'été 2019 fait ressortir une forte adhésion de la population au projet et clarifie les hypothèses de tracé de la ligne, bien que plusieurs variantes restent étudiées à Lambézellec ainsi qu'un éventuel prolongement au port de commerce par le tracé de la ligne 5 actuelle.
En novembre 2021 et janvier 2022, la date de mise en service est estimée à 2026 tandis que le tracé à Lambézellec est affiné, : si le terminus dans le bourg est abandonné faute de place, la ligne desservira bien le bourg par les rues Lesven et Robespierre pour rejoindre la place des FFI puis prendra la rue Yves Giloux pour rejoindre la rue Marcellin Duval avec un terminus devant l'école Jean-Rostand, ce dernier tronçon se fera sans site propre ; il s'agit globalement du tracé de l'actuelle ligne no 2 du réseau Bibus. Au niveau de l'hôpital Morvan, plus au sud, il est envisagé de faire passer chaque sens de circulation de part et d'autre du site afin d'éviter l'engorgement de la circulation.
Les travaux préparatoires incluant notamment la déviation des réseaux débuteront le 3 avril 2023 et s'étaleront jusqu'en 2024, et sont menés concomitamment avec ceux de la ligne B du tramway de Brest.
Une concertation citoyenne et un vote en ligne ont choisi les noms des stations en avril 2025. Ces noms sont : Gares - Hôtel de Ville - Glasgow - Halles St-Martin - Kérigonan - Mathieu Donnart - Campus Kérichen - Kérinou Vian - Jules Lesven - Jeanne Hébert - Place des FFI - Marie Miry - Lambézellec.

## Calendrier du projet
Selon Brest Métropole, le calendrier devrait être ainsi :
- Concertation publique : 29 avril au 14 juillet 2019 ;
- Bilan : fin 2019 ;
- Enquête publique : 2e semestre 2021, soit après les élections municipales de 2020 ;
- Début des travaux : début 2023 ;
- Mise en service : 2026.